# Allouaïv
L’Allouaïv (également Ēllvoueïv, Ella vouïv) est une montagne du massif du Lovozero, dans la péninsule de Kola, en Russie. Elle se situe dans l'oblast de Mourmansk.

## Toponymie
Son nom vient du lapon All-, « haute » (en same de Kildin, Ell se traduit par « haut »), et waïv, « sommet » (en same de Kildin, Voueïv signifie « tête »).

## Géographie

### Situation et topographie

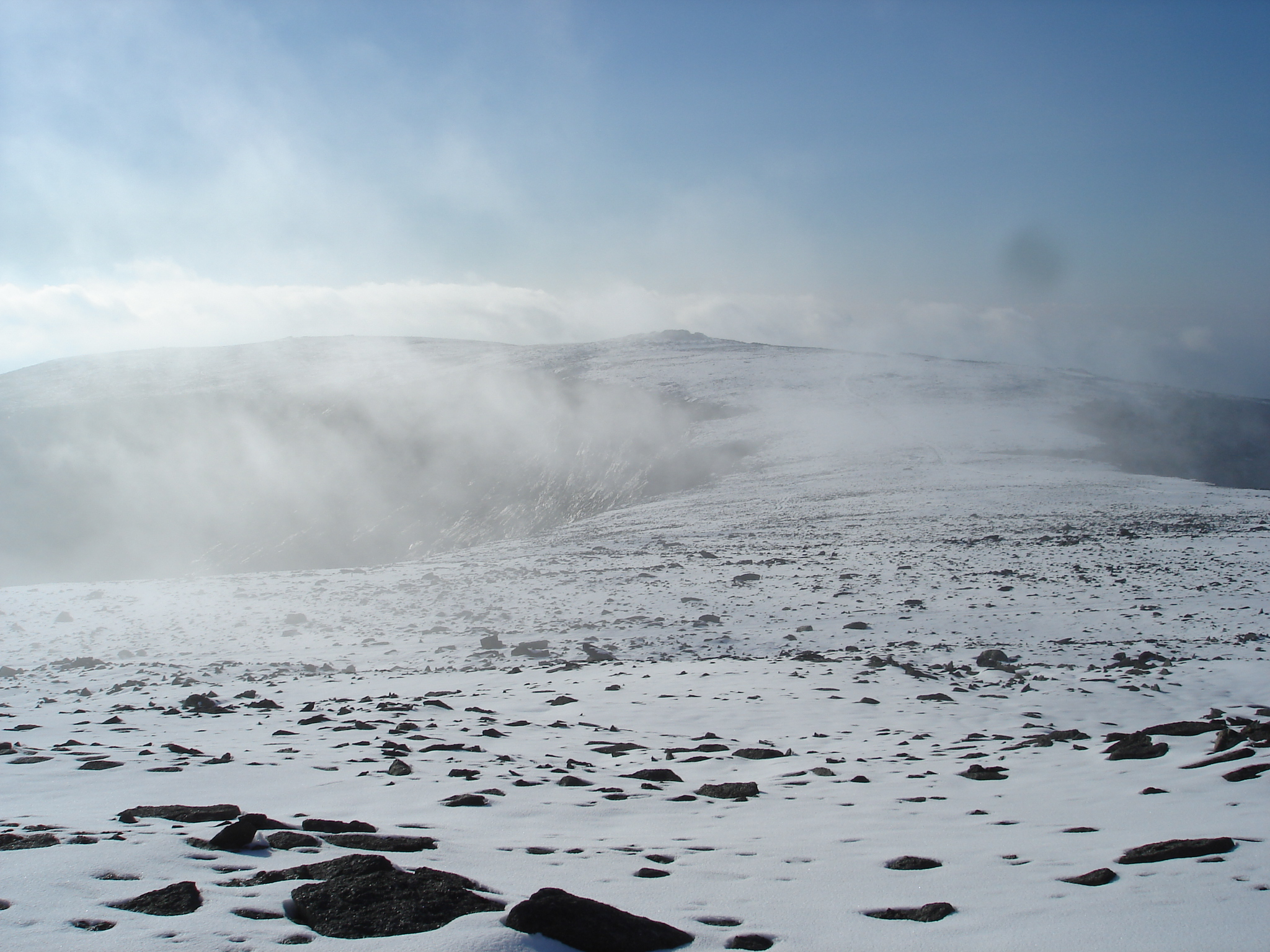
L'itinéraire vers le col des Géologues.

Situé au centre de la péninsule de Kola, dans le quart nord-ouest du massif du Lovozero, au sud-est du lac Oumbozero, ce chaînon montagneux est, avec les sommets Kedykvyrpahk (1 119 m), Angvoundaschorr (1 121 m), Sengischorr (1 113 m) et Parguaïv (1 149 m), un des plus élevés du massif.
Le mont Angvoundaschorr se dresse à la pointe sud-est de l’Allouaïv : on y accède par une ligne de crête, le col des Géologues, d'une altitude de 998 m. La chaîne se termine à l'est et au sud par deux grands cirques, dont le deuxième cirque Raslaka. Plusieurs torrents dévalent les pentes de la chaîne, dont le Chomiok (versant nord), le Raslak (versant nord-est), l’Allouaïv (versant ouest) et l'Azimut (versant sud).

### Géologie
La découverte, en 1990, d'un gisement de titane, a conduit les géologues russes à baptiser le silicate de titane de l'endroit : allouaïvite,.

## Histoire
La colonie la plus proche, à savoir le village de Revda, est à quelques kilomètres au nord de cette chaîne. Sur le versant nord-est du massif, près du torrent Raslak, on peut voir les ruines de la colonie abandonnée d'Ilma, aménagée en 1940 pour des mineurs puis des ouvriers. En 1970, les villageois ont emménagé à Revda. Près de la source du Raslaka, les géologues et les mineurs avaient établi le camp Lovozero, mais les superstructures n'ont servi qu'entre 1937 et 1940. En 1938, 55 personnes habitaient cette colonie. Les flancs de la montagne sont percés de nombreuses entrées qui sont les anciennes galeries de mine abandonnées.

## Dans la littérature
Les paysages de l’Allouaïv sont célébrés dans le poème Ski du poète lapon Askold Bajanov.